# Marton (Nouvelle-Zélande)
Marton est une petite ville du district de Rangitikei dans la région de Manawatū-Whanganui de l’Île du Nord de la Nouvelle-Zélande.

## Situation
Elle est située à 35 kilomètres au sud-est de la ville de Wanganui et à 40 kilomètres au nord-ouest de Palmerston North.
La ville de Marton est la plus grande du district de Rangitikei,

## Toponymie
Pendant trois ans, le petit village fut connu sous le nom de Tutaenui, d’après le nom du ruisseau qui coule en son centre.
En 1869, les citoyens locaux changèrent le nom de Tutaenui en Marton pour honorer la ville de Marton (en), dans le Middlesbrough, le village natal du capitaine James Cook, situé dans le Yorkshire, marquant ainsi l’anniversaire de son arrivée en Nouvelle-Zélande exactement cent ans plus tôt.
Il n’est pas connu si ce changement de nom fut influencé par l’erreur de traduction de tutae (signifiant « fumier ») et nui (signifiant « large »).
(la traduction actuelle est : 'tu' -stand, 'tae' -arrive, 'nui' big; i.e., un « big gathering »).

## Démographie
À l’époque du recensement de 2013, la ville avait 4 548 résidents.
Celle-ci était en diminution de 132 personnes.
La localité de Marton avait une population de 4 548 habitants lors du recensement de 2013 soit une augmentation de 2,8 % par rapport au Recensement de la population en Nouvelle-Zélande en 2006.
Il y avait 1 920 domiciles occupés et 198 domiciles inoccupés, avec trois maisons en construction.
Sur la population des résidents, 2 169 personnes soit 47,7 % étaient des hommes comparés aux 48,7 % au niveau national, et 2 376 personnes soit 52,2 % étaient des femmes, comparées au 51,3 % au niveau national.
La ville avait un âge médian de 44 ans, soit six ans au-dessus de la moyenne nationale, qui est de 38 ans.
Les personnes âgées de 65 ans et plus constituaient plus de 22,5 % de la population, comparées aux 14,3 % au niveau national et les personnes de moins de 15 ans constituaient 20,2 %, comparées aux 20,4 % au niveau national.
La répartition ethnique dans la ville de Marton est formée de (avec entre parenthèses les valeurs nationales) :
76,5 % Européens (en) (74,0 %),
22,8 % Māoris (14,9 %),
1,9 % Asiatiques (11,8 %),
7,8 % personnes venant des îles du Pacifique (7,4 %),
0,1 % Moyen-Orient, Amérique latine ou Afrique (1,2 %),
et 2,0 % d’autres ethnies (2,5 % au niveau national).
Marton a un taux de chômage de 8,9 % de ses habitants de plus de 15 ans, comparé aux 7,4 % au niveau national.
Le revenu médian annuel des personnes de plus de 15 ans était de 21 500 $, comparés aux 28 500 $ au niveau national.
Parmi ceux-ci, 46,8 % gagnaient moins de 20 000 $, comparés au 38,2 % au niveau national, alors que 13,8 % gagnaient plus de 50 000 $, comparés aux 26,7 % au niveau national.

## Économie
Marton a toujours été une ville de service pour les riches fermes de la région de la plaine de Manawatu (en).
Le beurre, la laine, et la farine ont été parmi les principales productions agricoles. L’arrivée du chemin de fer en 1878 conduisit à une croissance rapide de la région, qui acquit rapidement des industries telles que l’ingénierie, le sciage du bois et la production de textiles, qui sont importantes pour son économie.

## Histoire
La ville a commencé comme un centre-ville « privé » en 1866, quand le magasin et les maisons furent vendus aux enchères par le propriétaire local des terres.
Dès le début, Marton fut un centre idéal d'approvisionnement pour les fermiers du district, qui commencèrent à affluer au début des années 1850.
De la production du beurre et de la laine, ils évoluèrent vers la culture du blé en 1863 et les importantes récoltes conduisirent à la construction de trois moulins dans le secteur en 1864.
Après la fondation de la ville elle-même en 1866, un magasin général, deux hôtels et plusieurs maréchaux-ferrants s’installèrent rapidement.
La ville de Marton devint le siège d’une industrie du cheval avec la fabrication de selles, des roues (charron) et de l'élevage de chevaux de louages puis la fabrication de véhicules en compétition pour le commerce, alors que les représentants de Clydesdale et Suffolk Punch faisaient le tour du district lors de l’installation des nouvelles fermes pour équiper la population de charrues tirées par les chevaux.
Les troncs des arbres de la « forêt de Rangitikei » alimentèrent les deux scieries de la ville, dont la première fut implantée dès 1889.
L’industrie se développa lentement dans la ville de Marton, débutant par les moulins, la fabrication de briques et les presses pour traiter la laine.
Vers la fin des années 1950, il y avait une série importante d’industries et de manufactures en activité.
Elles fournissaient des produits aussi divers que des chemises d’homme, des cabines de sécurité pour les tracteurs, des boissons sucrées, des salades de légumes, du ciment prêt à l’emploi, des tuiles en terre, des biscuits pour chiens, des lainages, des petits pois secs, des pompes à pétroles électroniques, des machines pour ramasser les légumes.

## Accès
L’ouverture de la ligne de chemin de fer joignant Wanganui à Palmerston North en 1878, qui fait partie de la ligne principale de l’Île du Nord (en) (vers Palmerston North et Auckland) et de la ligne Marton - New Plymouth (en) (vers Wanganui), tournant à la gare de Marton (en) dans une section de chemin de fer active et qui garda cette position dominante pour les cent années suivantes.
Les habitants de Marton avaient l’habitude de se servir du train Overlander sur le trajet de la ligne principale de l’île du nord, une ligne de chemin de fer reliant Auckland et Wellington.
Toutefois, en 2012, le Overlander fut remplacé par le Northern Explorer (en), qui fait moins d’arrêts et ne s’arrête plus à Marton.
La route State Highway 3/S H 3 (en) passe aussi à travers la ville de Marton. Cette route nationale (state highway), est l’une des huit routes principales de la Nouvelle-Zélande et relie Woodville (situé à 25 km à l’est de Palmerston North) à Hamilton via New Plymouth.
L’aéroport le plus proche de la ville est aéroport de Whanganui (en), situé à 37 km à l’ouest, et l’aéroport international de Palmerston North (en), est situé à 44 km au sud-est.
Ces deux aéroports ont une activité uniquement locale.
La base aérienne de Ohakea de l’aviation de la Nouvelle-Zélande (en) est située à approximativement 10 kilomètres au sud de la ville de Marton et ainsi beaucoup de personnels de la New Zeland Air Force vivent à Marton.

## Hôpital de Lake-Alice
À 9 km de Marton, se trouve le grand hôpital de Lake Alice (en) pour les patients psychiatriques, qui ouvrit en 1950 et ferma en 1999.
Il comprenait des unités de sécurité maximum et abrita des centaines de patients durant les 49 années de son fonctionnement.

## Gouvernement et politiques

### Gouvernance locale
Le maire actuel du district de Rangitikei est Andy Watson (en).
Marton est desservie par quatre ward councillors au sein du conseil du district de Rangitilei (en) qui sont : Cath Ash, Nigel Belsham, Mike Jones et Lynne Sheridan.
Ils ont été élus lors des élections du élections locales de 2013 (en) et devront être candidats pour leur réélection lors de la élection d’octobre 2016 (en).

### Gouvernance au niveau national
La ville de Marton est localisée dans l'électorat général (en) de Rangitīkei (en) et dans l'électorat Maori de Te Tai Hauāuru (en).
Rangitīkei est un siège libre du Parti National depuis les élections de 1938 (en) avec une exception de 1978 à 1984 alors qu’il était détenu par Bruce Beetham (en) du Parti du Crédit Social (en).
Depuis les élections générales de 2011, il est occupé par Ian McKelvie (en).
Te Tai Hauāuru est un siège plus volatile, ayant appartenu à trois partis différents depuis les élections de élections générales de 1996 successivement: le parti Nouvelle-Zélande d'abord, le Te Pāti Māori et le parti travailliste.
Depuis les élections générales de 2014, il est tenu par Adrian Rurawhe du ‘Labour Party’.

## Éducation
Marton dispose de six écoles primaires et deux écoles secondaires.
- L'école Huntley (en) est une école gérée par l’église anglicane et jusqu’en 2014, uniquement pour garçons, avec un effectif de 147 élèves[10].

- Les autres écoles primaires sont : James Cook School, Marton Junction School, Marton School, South Makirikiri School et St Matthew's School.

- L'école de Nga Tawa (en), autrefois connue comme la Wellington Diocesan School pour les filles, est une école publique, intégrée à l’école Anglican girls’boarding school ; elle a un décile de 9 pour une école établie en 1891 avec un effectif de 228 élèves.

- Le collège de Rangitikei (en) est une école secondaire publique, mixte, avec un effectif de 263 élèves[10].

- Jusqu’en 2015, il y avait trois écoles secondaires, mais le collège de filles Maori Turakina (en) fut fermée par le Ministère de l’Éducation de la Nouvelle-Zélande, de même que Hekia Parata (en) du fait du nombre décroissant des effectifs des étudiants, tombé de 152 élèves en 2003 à seulement 47 élèves en 2015, ainsi que des problèmes financiers et autres[11] ,[12].

## Climat
Le climat de Marton est tempéré et comporte peu d’extrêmes, comparé à de nombreuses parties de la Nouvelle-Zélande.
Les étés sont chauds avec une température moyenne de moins de 20 °C.
Le temps le plus stable survient en été et au début de l’automne.
Les hivers sont doux et les chutes d’eau annuelles sont modérées.
Les heures d’ensoleillement annuelles peuvent atteindre en moyenne plus de 2 000 heures.
| Mois                              | jan. | fév. | mars | avril | mai  | juin | jui. | août | sep. | oct. | nov. | déc. | année   |
| --------------------------------- | ---- | ---- | ---- | ----- | ---- | ---- | ---- | ---- | ---- | ---- | ---- | ---- | ------- |
| Température minimale moyenne (°C) | 12,8 | 12,9 | 11,6 | 9,3   | 7    | 5,1  | 4,3  | 4,9  | 6,6  | 8,2  | 9,8  | 11,6 | 8,7     |
| Température moyenne (°C)          | 17,4 | 17,7 | 16,1 | 13,7  | 11   | 8,9  | 8,2  | 8,9  | 10,5 | 12,3 | 14   | 15,9 | 12,9    |
| Température maximale moyenne (°C) | 22,1 | 22,5 | 20,7 | 18,1  | 15,1 | 12,8 | 12,1 | 12,9 | 14,5 | 16,4 | 18,3 | 20,3 | 17,2    |
| Précipitations (mm)               | 79,7 | 65,2 | 80,4 | 73    | 92,3 | 98,9 | 97,2 | 85,1 | 80,9 | 93,2 | 79   | 92   | 1 016,9 |

| Diagramme climatique                                  |              |              |           |           |             |             |             |             |             |           |            |
| J                                                     | F            | M            | A         | M         | J           | J           | A           | S           | O           | N         | D          |
| 22,112,879,7                                          | 22,512,965,2 | 20,711,680,4 | 18,19,373 | 15,1792,3 | 12,85,198,9 | 12,14,397,2 | 12,94,985,1 | 14,56,680,9 | 16,48,293,2 | 18,39,879 | 20,311,692 |
| Moyennes : • Temp. maxi et mini °C • Précipitation mm |              |              |           |           |             |             |             |             |             |           |            |

## Sports
Marton possède cinq clubs sportifs : le « Marton Cricket Club », le « Marton Rugby » et le « Sports Club », le « Marton Bears Rugby League Club » et le « Marton United AFC » ,.

## Personnalités notables
- Francis Arkwright (en), homme politique
- Bruce Beetham (en), homme politique du Crédit Social
- Israel Dagg, All Black
- Sir Michael Fowler (en), ancien maire de Wellington
- James Laurenson (en), acteur
- Launcelot Eric Richdale (en), ancien ornithologue
- Norman Shelton, député du parti National MP